# Fricativa e aproximante lateral velar surda
A Fricativa e aproximante lateral velar surda são fonemas muito raros. Como um elemento de um africado, é encontrado, por exemplo, no Zulu e no Xhosa. No entanto, uma simples fricativa só foi relatada em alguns idiomas no Cáucaso e na Nova Guiné.
Archi, uma língua nordestina caucasiana do Daguestão, tem quatro fricativas laterais velares surdas: planas [𝼄], labializadas [𝼄ʷ], fortis [𝼄ː] e fortis labializadas [𝼄ːʷ]. Embora claramente fricativas, elas são mais avançadas do que velars na maioria das línguas e podem ser melhor chamadas de pré-velar. Archi também tem uma fricativa sonora, bem como uma fricativa velar lateral ejetiva e sem voz, mas nenhuma fricativa ou africada alveolar lateral.
Na Nova Guiné, algumas das línguas Chimbu-Wahgi, como Melpa, Middle Wahgi e Nii, têm uma fricativa lateral velar surda, que escrevem com uma barra dupla el (Ⱡ, ⱡ). Esse som também aparece na posição de coda da sílaba como um alofone da fricativa lateral velar sonora em Kuman.
O extIPA tem o símbolo ⟨𝼄⟩ para esses sons. 
Alguns estudiosos também postulam a aproximante lateral velar surda distinta da fricativa. A aproximante pode ser representada no IPA como ⟨ʟ̥⟩. A distinção não é reconhecida pela International Phonetic Association.

## Características
- Sua forma de articulação é fricativa, ou seja, produzida pela constrição do fluxo de ar por um canal estreito no local da articulação, causando turbulência.[1]
- Seu local de articulação é velar, o que significa que se articula com a parte posterior da língua (dorso) no palato mole.[1]
- Sua fonação é surda, o que significa que é produzida sem vibrações das cordas vocais. Em alguns idiomas, as cordas vocais estão ativamente separadas, por isso é sempre sem voz; em outras, as cordas são frouxas, de modo que pode assumir a abertura de sons adjacentes.[1]
- É uma consoante oral, o que significa que o ar só pode escapar pela boca.[1]
- É uma consoante lateral, o que significa que é produzida direcionando o fluxo de ar para os lados da língua, em vez de para o meio.[1]
- O mecanismo da corrente de ar é pulmonar, o que significa que é articulado empurrando o ar apenas com os pulmões e o diafragma, como na maioria dos sons.[1]

## Ocorrência
| Língua | Língua              | Word  | AFI    | Significado | Notas                                                      |
| ------ | ------------------- | ----- | ------ | ----------- | ---------------------------------------------------------- |
| Archi  | Archi               | лъат  | [𝼄at]  | Mar         |                                                            |
| Inglês | Americano Ocidental | clear | [kʟ̥iɚ̯] | Claro       | Possível alofone de /l/ de /k/.                            |
| Alemão | Austríaco           | klar  | [kʟ̥ɑː] | Claro       | Possível alofone de /l/ depois do alofone aspirado de /k/. |
| Wahgi  | Wahgi               | nòⱡ   | [no𝼄˩] | Água        | [ 7 ]                                                      |